# Machine (EP)
Machine es un EP de la banda de indie rock Yeah Yeah Yeahs. Fue lanzado el 5 de noviembre del 2002 por Touch and Go Records, y contiene tres canciones de las sesiones Fever to Tell. Del EP salió un sencillo, "Machine", el cual fue lanzado solo en el Reino Unido.

## Lista de canciones
1. "Machine" – 3:20
2. "Graveyard" – 1:35
3. "Pin (Remix)" – 2:20

## Personal
- Karen O – Vocales
- Nick Zinner – Guitarras
- Brian Chase – Tambores

## Producción
- Productores: David Andrew Sitek, Yeah Yeah Yeahs
- Ingeniero: Paul Mahajan

- Datos: Q957963